# بتلی (داغستان)
بتلی (به لاتین: Betli) یک منطقهٔ مسکونی در روسیه است که در داغستان واقع شده‌است.